# You Want It Darker (Lied)
You Want It Darker ist eine Single des kanadischen Singer-Songwriters Leonard Cohen, welche am 21. September 2016 anlässlich von Cohens 82. Geburtstag veröffentlicht wurde. Es ist der Titeltrack von Cohens Album You Want It Darker. Der Song trug dem Künstler posthum einen Grammy Award für die beste Rockperformance ein und enthält den Gesang von Kantor Gideon Zelermeyer und dem Männerchor seiner Montrealer Synagoge, Shaar Hashomayim Choir.

## Entstehungshintergrund
Cohen litt sein Leben lang an Depressionen. You Want It Darker zeigt dabei sowohl als Album als auch als Single seinen Umgang mit der Ambivalenz seiner Emotionen bzw. mit seinem Gott. Das Lied gilt als Cohens musikalisches Testament, was anhand Zeilen wie „I’m ready, my lord“ (deutsch: „Ich bin bereit, oh Herr“) zu erkennen ist. Seine tiefe emotionale Spaltung lässt sich eindeutig an Abschnitten wie „A million candles burning for the love that never came“ (deutsch: „Eine Million Kerzen brennen für die Liebe, die nie kam“) erkennen.
Während der Aufnahmen hatte Cohen mit körperlichen Problemen zu kämpfen, etwa mehreren Frakturen an der Wirbelsäule und einer Leukämieerkrankung.

## Rezeption und Coverversionen
Kurz nachdem das Album und die Single 2016 veröffentlicht wurden, entstand noch im gleichen Jahr eine Remix-Version des Liedes von Paul Kalkbrenner. sowie 2018 eine weitere von Solomun.
2021 veröffentlichten Bianca Stücker und Mark Benecke ein Tribute-Album an Leonard Cohen und nutzten eine Cover-Version von You Want It Darker als Intro. Iggy Pop coverte das Lied 2022 für das Tribute-Album Here it is: A Tribute to Leonard Cohen. Das auf Alte Musik spezialisierte Ensemble Phoenix Munich veröffentlichte ebenfalls 2022 gemeinsam mit mehreren Gastmusikern das Album A Day With Suzanne. A Tribute To Leonard Cohen (French Renaissance Chansons Meet Songs By Leonard Cohen), auf dem sie Lieder aus der Zeit der französischen Revolution mit Cohen-Titeln kombinierten; You Want It Darker kombinierten sie mit dem französischen Lied Quand me souvient de ma triste fortune von Thomas Crécquillon.
Der Schriftsteller Stephen King nahm bei der Benennung seiner Kurzgeschichtensammlung You Like it Darker Bezug auf das Lied. In der deutschen Fassung wurde der Titel mit Ihr wollt es dunkler noch näher an den Songtitel angelehnt.